# 한국의 성결교회
한국의 성결교회는 한국에서의 성결운동과 성결교회에 관한 설명이다.

## 한국 성결교의 초창기 역사

### 한국 성결교회의 시작
김상준, 정빈의 두 사람이 일본 동경에 소재한 동경성서학원을 1907년 3월경 졸업하고, 그해 5월 30일 조선 경성부 종로 염곡(현, 종로2가의 관철동)의 작은 기와집을 임대하여 “동양선교회 복음전도관”이라는 간판을 걸고 중앙복음전도관을 설립한 것이 바로 한국 성결교회의 시작이다. 이 중앙복음전도관은 중앙성결교회의 모체로서 해당 지역의 이름을 따 염곡복음전도관이라고도 불렀다. 이때부터 중생, 성결, 신유, 재림의 사중복음을 조선에 전파하며 뜨겁게 구령활동을 시작하였다.
종로 염곡에서 중앙복음전도관이 크게 부흥하자 보다 큰 건물이 요구되었다. 자체적인 큰 건물을 마련하고자 했는데, 자금확보 및 건설 준비 등의 시간적 여유를 위해 약 6개월간 임시로 사용할 건물이 필요하였다. 구리개[동현(銅峴)](서울지하철 2호선 을지로입구역 부근으로 한자로 銅峴(동현) 지역인데 現 을지로2가에 있다)에서 유리 창문이 있고 규모가 상당한 서양식 벽돌건물을 임대하고 1908년 11월경 이전하였다. 이 중앙복음전도관을 그 지역의 이름을 따 구리개복음전도관 또는 동현복음전도관이라고도 불렀다. 이곳에서 대부흥이 일어났다. 일종의 전도폭발이었다.
1909년 5월 구리개와 염곡의 인근의 무교정에서 터가 넓고 허름한 기와집을 구입하여 중앙복음전도관을 이전하였다. 이 중앙복음전도관은 그 지역의 이름을 따 무교정복음전도관이라도 불렸다. 그리고, 1910년 10월에 서울의 공식명칭이 한성부에서 경성부로 변경됨에 따라, 경성복음전도관이라고도 불리게 되었다. 
1910년 영국 웨일스 출신의 존 토마스 (John Thomas) 목사가 조선 초대 감독으로 취임하여 경성에 상주하면서 조선 전 지역의 사역을 관장하였다. 1910년 후반 무교정에서 기존의 낡은 기와집을 허물고 그 자리에 무교정복음전도관을 최신 서양식 3층 건물로 크게 신축하였다. 이 신축된 무교정복음전도관의 일부 공간을 이용하여 1911년 3월 13일 경성성서학원(현, 서울신학대학교의 전신)을 개원하였다.

### 일제강점기에서 성결교단의 창립
어니스트 A. 길보른 목사가 1921년 3월에 3대 감독으로 부임하면서 같은해 9월, 33개의 교회와 기도소를 통괄할 조직을 위하여 조선예수교 동양선교회 성결교회로 교단을 형성하였다. 1922년부터 교단잡지인 활천을 발행하고 선교활동이 활발해 지면서 비약적인 발전을 이루고 1929년 2월 연회가 창립할 때 75개 교회의 남녀교역자 200여명에 이르렀다.

### 나성의 분립·창립
조선에서 나성의 공식적인 창립 활동이 있기 이전에, 일본 나사렛교회 동부연회는 조선의 복음화를 위해 재일 조선인 목사인 장성옥을 1937년 9월 조선 평양에 파송하여 개척을 준비하도록 하였다. 열심히 기도와 전도하여 60명이나 모이는 큰 규모로 발전하므로 장성옥 목사는 모든 준비를 마치고 1938년 6월 평양 신양리교회를 창립한 것이 조선 최초의 나사렛 교회이다. 그해 말 조정환(曺廷煥) 목사가 두번째 나사렛 교회인 평양 신리교회를 창립했고, 이듬해인 1939년 11월 1일에 장성옥 목사는 평양 신양리교회를 동경성서학원 후배인 정희섭 목사에게 맡기고 일본 나사렛교회의 자금을 받아 경성부 현저동에 있는 일본인 오다 나라찌 목사(韓國名: 전영복(田永福))의 조선복음교회를 인수하여 조선에서 세 번째 나사렛교회인 경성 영천교회를 1939년 설립하였다. 그런데, 이때는 일본 나사렛교회의 직접지도 하에 있었으므로 한국 나사렛교회의 시원으로 보지는 않는다. 
1936년 11월 정남수 목사를 중심으로 조선예수교 동양선교회 성결교회에 이탈한 여덟~아홉 개의 교회와, 송태용 목사가 이끌고 있던 하나님의 교회(안상홍 증인회와 다름)와 연합하였다. 이들은 몇 년후인 1948년 미국의 나사렛교회와 연합하여 대한기독교 성교회를 창립하게 된다. 1974년 7월 나성은 한글 교단명을 대한기독교나사렛성결회로 개칭하여 현재에 이르고 있다.

### 일제 강점기말과 해방 및 6.25 전쟁
그 후, 일제의 탄압으로 선교사들이 추방당하고 1943년 12월에 교단이 강제해산을 당하며 380명의 교인이 순교하였다. 그러나 광복으로 인하여 1945년 11월 재건총회가 열리고 교단명을 기독교조선성결교회로 변경하고, 이후 국호가 대한민국으로 확정됨에 따라 1949년 4월 개최된 제4회 총회에서 교단명칭을 기독교대한성결교회로 변경하여 지금에 이르고 있다. 1947년에 의회제도로 개정하고 NCCK에 회원교단이 되나 6.25 전쟁으로 인해서 155명의 교인이 순교하고 다수의 목회자가 납북당한 가운데 교단이 사실상 와해될 위기에서 교인들이 힘을 모아 교회를 재건해 한국 교회사의 기적을 새기게 된다.

### 기성과예성의 분열 및 합동
이미 NCCK에 가입되어 있었던 기독교대한성결교회는 1955년에 한국복음주의자협의회(NAE (한기총의 전신))에도 가입하지만, 이에 대한 교단내 논란은 끊임이 없었고, 결국 1961년 4월 제16대 총회에서 에큐메니즘(교회연합운동)의 지지와 반대를 놓고 반대파들과 중립파들이 NCC와 NAE 둘 모두에게 가입한 총회에게 각성을 요구하며 따로 독립하여, 예수교대한성결교회(예성)을 세워 한국의 성결교는 양분되었다. 그러나, 기독교대한성결교회(기성)에서 NCC, NAE의 두 단체 탈퇴 등의 통합을 위한 중요한 조치가 이루어지자, 이에 고무된 예성의 많은 교회들이 1965년 기성으로 이동하여 1차 통합을 이루게 된다. 이후 1973년 예성의 97개의 교회들이 기성으로 이동하여 2차 통합을 이루게 되었지만, 아직 완전한 통합을 이루지는 못하였다.

### 기성,예성,나성의 현재 모습
기성은 기본적으로 알미니안주의와 웨슬리의 예지예정과 사중복음(순복음)에 진보적인 학풍 중 자유주의는 배격하나 신정통주의가 일부 추가된 모습을 취하고 있다. 근래 기성에서 다시 NCCK에 재가입하려고 했으나 기성 교단 내에서 반대하는 목회자들이 많아서 무산되었다. 기성은 이천 구백 개에 달하는 교회당과 약 오천명의 목회자를 보유하고 있다.
예성은 정통 성결교 신학인 웨슬리와 알미니안의 예지예정과 사중복음만을 고수하며 진보적인 학풍에 속한 신정통주의나 자유주의를 배격하는 등, 보수적인 ICCC(국제기독교총연합회)의 회원이기도 하다. 현재 각 교단의 자료에 의하여서 예성은 약 일천개의 교회당과 천 팔백여명에 달하는 목회자를 보유하고 있다.
나성은 2002년 3월 나사렛교회의 한국총회를 통해 5개 연회가 하나로 통합되었고, 2006년 3월 14일 한국총회에서 11개의 지방회가 6개 지방회로 개편되었다. 개편된 지방회는 서울지방회, 경동지방회, 경기남지방회, 평안지방회, 호서지방회, 남부지방회로 총회 산하 290여 지교회가 있다.
기성, 예성, 나성은 한국성결교회연합회(한성연)를 결성하여 성결교회로서의 정체성을 유지하고 형제교단 간의 교류과 친목을 유지하고 있으며, 세 교단 모두 복음주의적 연합기관인 한국교회연합에 가입하고 있다.

## 같이 보기
- 성결교회
- 기독교대한성결교회
- 예수교대한성결교회
- 대한기독교나사렛성결회
- 서울신학대학교
- 성결대학교
- 나사렛대학교
- 감리교
- 기독교대한성결교회 역대총회장
- 찰스 카우만